# Alberto Surra
Alberto Surra (* 31. Mai 2004 in Turin) ist ein italienischer Motorradrennfahrer.
2023 wird Surra in der FIM Moto2 European Championship antreten.

## Statistik

### In der Motorrad-Weltmeisterschaft
(Stand: Saisonende 2023)
| Saison | Klasse | Team                             | Motorrad | Rennen | Rennen | Siege | Zweiter | Dritter | Poles | Schn. Runden | Punkte | Ergebnis |
| ------ | ------ | -------------------------------- | -------- | ------ | ------ | ----- | ------- | ------- | ----- | ------------ | ------ | -------- |
| 2021   | Moto3  | Team Bardahl VR46 Riders Academy | KTM      | 1      | 9      | –     | –       | –       | –     | –            | 1      | 32.      |
| 2021   | Moto3  | Rivacold Snipers Team            | Honda    | 8      | 9      | –     | –       | –       | –     | –            | 1      | 32.      |
| 2022   | Moto3  | Rivacold Snipers Team            | Honda    | 11     | 11     | –     | –       | –       | –     | –            | 0      | 30.      |
| 2023   | Moto2  | Forward Racing                   | Forward  | 8      | 8      | –     | –       | –       | –     | –            | 0      | 33.      |
| Gesamt | Gesamt | Gesamt                           | Gesamt   | 28     | 28     | 0     | 0       | 0       | 0     | 0            | 1      |          |